# 大桥乡 (拜城县)
大桥乡，是中华人民共和国新疆维吾尔自治区阿克苏地区拜城县下辖的一个乡镇级行政单位。

## 行政区划
大桥乡下辖以下地区：
阔纳买里村、央都玛村、塔合塔村、奥其格村、哈尼喀村、吐格曼贝希村、阔纳乌堂村、台斯坎力克村、牧场村和煤矿村。